# Guwang
Guwang est une commune indonésienne de la province de Bali.